# Đồng del Vietnam del Sud
El đồng va ser la moneda del Vietnam del Sud del 1953 al 2 de maig de 1978. Es subdividia en 100 xu, de vegades anomenats su.

## Primer đồng, 1953 a 1975

### Història
El 1953, la sucursal del Vietnam de l'Institut d'Emission des Etats du Cambodge du Laos et du Vietnam va emetre notes denominades en piastre i đồng. A l'hora, les altres dues sucursals del Banc van fer emissions similars amb el riel a Cambodja i el kip a Laos. Aquest đồng va circular a les parts del Vietnam que no estaven sota el control de les forces comunistes, que utilitzava el seu propi đồng. La subdivisió en xu també es va introduir el 1953. El 1955, el Banc Nacional del Vietnam va produir una emissió independent de bitllets đồng.

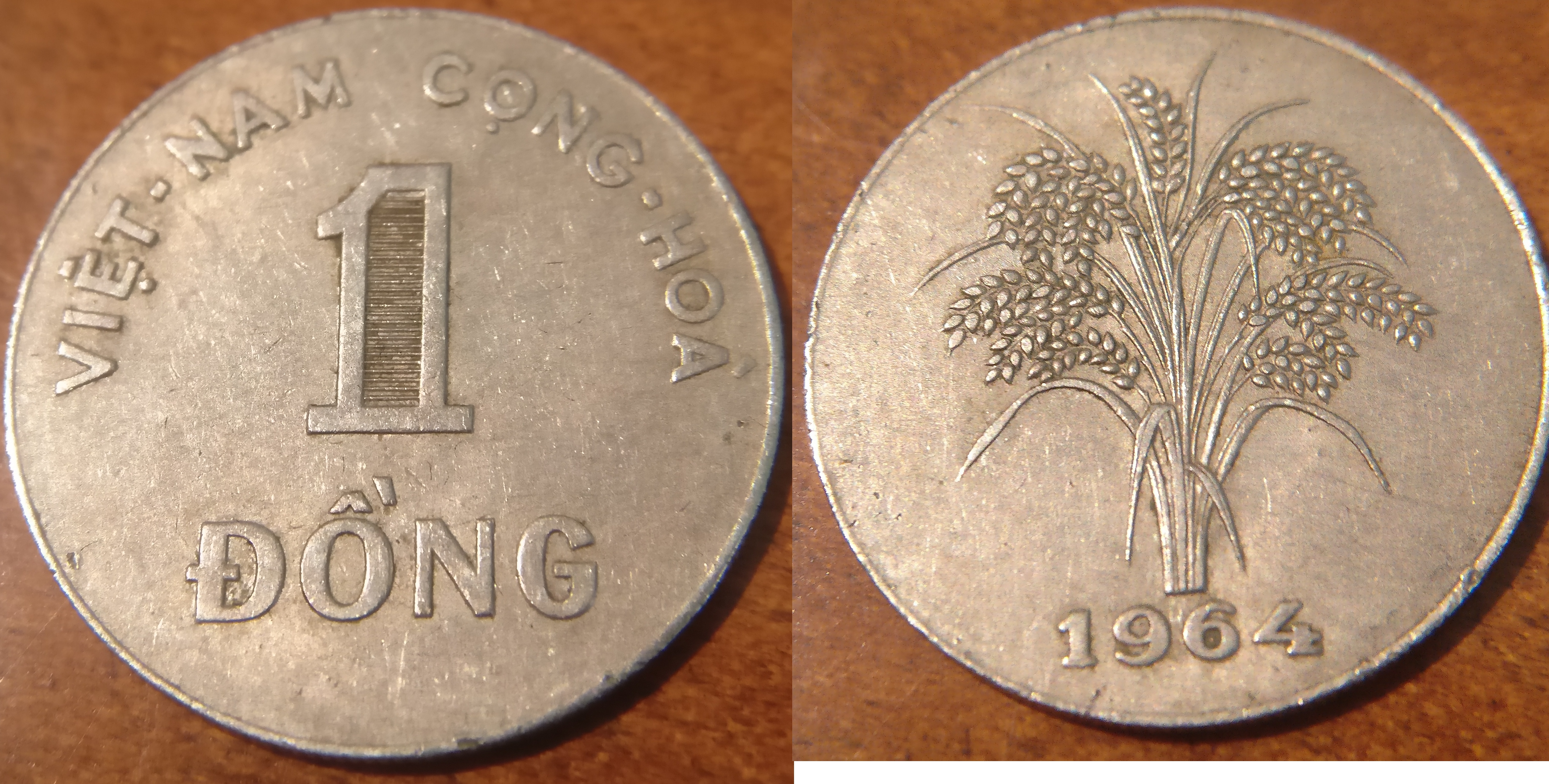
Moneda sud-vietnamita d'1 đồng del 1964

### Monedes
El 1953 es van introduir monedes de 10, 20 i 50 su. El 1960, es van afegir la d'1 đồng, seguida de la de 10 đồng el 1964, 5 đồng el 1966 i 20 đồng el 1968. Es van encunyar modedes de 50 đồng amb data de 1975, però mai van sarribar al Vietnam a causa de la caiguda del govern sud-vietnamita. Es va reportar que tots els exemplars menys uns pocs es van "eliminar com a ferralla" i la moneda és molt rara.
Les monedes emeses es poden classificar en cinc sèries:
| Primera sèrie | Primera sèrie | Primera sèrie | Primera sèrie                                       | Primera sèrie              | Primera sèrie |
| Valor         | Diàmetre      | Composició    | Anvers                                              | Revers                     | Any encunyat  |
| ------------- | ------------- | ------------- | --------------------------------------------------- | -------------------------- | ------------- |
| 10 su         | 23 mm         | Alumini       | Tres dones, "Quốc gia Việt Nam" (Estat del Vietnam) | Planta d'arròs, "Việt Nam" | 1953          |
| 20 su         | 27 mm         | Alumini       | Tres dones, "Quốc gia Việt Nam" (Estat del Vietnam) | Planta d'arròs, "Việt Nam" | 1953          |
| 50 xu         | 31 mm         | Alumini       | Tres dones, "Quốc gia Việt Nam" (Estat del Vietnam) | Dos dracs, "Việt Nam"      | 1953          |

| Segona sèrie | Segona sèrie | Segona sèrie | Segona sèrie                                               | Segona sèrie | Segona sèrie |
| Valor        | Diàmetre     | Composició   | Anvers                                                     | Revers       | Any encunyat |
| ------------ | ------------ | ------------ | ---------------------------------------------------------- | ------------ | ------------ |
| 50 su        | 31 mm        | Alumini      | Ngo Dinh Diem, "Việt Nam Cộng Hòa" (República del Vietnam) | Bambú        | 1960         |
| 1 đồng       | 23 mm        | Cuproníquel  | Ngo Dinh Diem, "Việt Nam Cộng Hòa" (República del Vietnam) | Bambú        | 1960         |

| Tercera sèrie | Tercera sèrie | Tercera sèrie | Tercera sèrie                                              | Tercera sèrie                                                             | Tercera sèrie |
| Valor         | Diàmetre      | Composició    | Anvers                                                     | Revers                                                                    | Any encunyat  |
| ------------- | ------------- | ------------- | ---------------------------------------------------------- | ------------------------------------------------------------------------- | ------------- |
| 50 xu         | 30 mm         | Alumini       | Ngo Dinh Diem, "Việt Nam Cộng Hòa" (República del Vietnam) | Bambú                                                                     | 1963          |
| 1 đồng        | 23 mm         | Cuproníquel   | "Việt Nam Cộng Hòa", valor                                 | Planta d'arròs                                                            | 1964          |
| 5 đồng        | 25 mm         | Cuproníquel   | "Việt Nam Cộng Hòa", valor                                 | Planta d'arròs, "Ngân Hàng Quốc gia Việt Nam" (Banc Nacional del Vietnam) | 1966          |
| 10 đồng       | 26 mm         | Cuproníquel   | "Việt Nam Cộng Hòa", valor                                 | Planta d'arròs                                                            | 1964          |

| Quarta sèrie | Quarta sèrie             | Quarta sèrie | Quarta sèrie               | Quarta sèrie                                                              | Quarta sèrie |
| Valor        | Diàmetre                 | Composició   | Anvers                     | Revers                                                                    | Any encunyat |
| ------------ | ------------------------ | ------------ | -------------------------- | ------------------------------------------------------------------------- | ------------ |
| 1 đồng       | 23 mm                    | Acer níquel  | "Việt Nam Cộng Hòa", valor | Planta d'arròs                                                            | 1971         |
| 5 đồng       | 25 mm                    | Acer níquel  | "Việt Nam Cộng Hòa", valor | Planta d'arròs, "Ngân Hàng Quốc gia Việt Nam" (Banc Nacional del Vietnam) | 1971         |
| 10 đồng      | 26 mm                    | Acer níquel  | "Việt Nam Cộng Hòa", valor | Planta d'arròs                                                            | 1968, 70     |
| 20 đồng      | 30 mm forma de Dodecàgon | Acer níquel  | "Việt Nam Cộng Hòa", valor | Agricultor, "Ngân Hàng Quốc gia Việt Nam"                                 | 1968         |

| Cinquena sèrie (FAO) | Cinquena sèrie (FAO)     | Cinquena sèrie (FAO)  | Cinquena sèrie (FAO)                 | Cinquena sèrie (FAO)                  | Cinquena sèrie (FAO) |
| Valor                | Diàmetre                 | Composició            | Anvers                               | Revers                                | Any encunyat         |
| -------------------- | ------------------------ | --------------------- | ------------------------------------ | ------------------------------------- | -------------------- |
| 1 đồng               | 23 mm                    | Alumini               | "Việt Nam Cộng Hòa", valor           | Planta d'arròs, eslògan del programa  | 1971                 |
| 10 đồng              | 26 mm                    | Acer xapat amb llautó | Títol estatal i títol bancari, valor | Els agricultors, eslògan del programa | 1974                 |
| 20 đồng              | 30 mm forma de Dodecàgon | Acer níquel           | "Việt Nam Cộng Hòa", valor           | Agricultor, eslògan del programa      | 1968                 |
| 50 đồng              | 25 mm                    | Acer níquel           | Títol estatal i títol bancari, valor | Els agricultors, eslògan del programa | 1975                 |

### Bitllets
El 1953, l'Institut d'Emission des Etats du Cambodge du Laos i del Vietnam va introduir bitllets (amb data de 1952) amb denominacions d'1, 5, 10, 100 i 200 đồng. El 22 de setembre de 1955, el Ministeri d'Hisenda i Afers Econòmics va anunciar que les notes del Banc d'Indoxina i l'Institut d'Emission per a Cambodja i Laos serien canviades per les emissions de l'Institut d'Emission per a Vietnam a partir del 30 de setembre fins al 7 de novembre. Les emissions de l'Institut per a Cambodja i Laos van deixar de ser moneda de curs legal el 7 d'octubre i tots els bitllets del Banc de la Indoxina van perdre la seva condició de moneda de curs legal el 31 d'octubre després de la introducció el 15 d'octubre dels primers bitllets del Banc Nacional del Vietnam. Posteriorment, el Ngân-Hàng Quốc-Gia Việt-Nam (Banc Nacional del Vietnam) va assumir l'emissió de paper moneda, i va introduir bitllets de 2 i 500 đồng el 1955 i 20 i 50 đồng el 1956. Entre 1964 i 1968, els bitllets inferiors a 50 đồng van ser substituïts per monedes. El 1971 es van introduir bitllets de 1000 đồng. A causa de la inflació constant, el 1975 es van imprimir bitllets de 5.000 i 10.000 đồng, però no es van emetre a causa de la victòria comunista.
| Dates            | Denominacions                    |
| ---------------- | -------------------------------- |
| 1952–1953        | 1, 5, 10, 100, 200 đồng          |
| 1955–1958        | 1, 5, 10, 20, 100, 200, 500 đồng |
| 1955–1962        | 1, 2, 5, 10, 20, 50, 200 đồng    |
| 1962–1966        | 1, 20, 50, 100, 500 đồng         |
| 1966             | 100, 200, 500 đồng               |
| 1969–1971        | 20, 50, 100, 200, 500, 1000 đồng |
| 1972             | 50, 100, 200, 500, 1000 đồng     |
| 1975 (no emesos) | 1000, 5000, 10.000 đồng          |

## Segon đồng, 1975 a 1978
Després de la derrota del Vietnam del Sud per part de les forces nordvietnamites, el primer đồng fou substituït per una nova moneda, coneguda com a "đồng d'alliberament", a raó d'1 đồng d'alliberament = 500 đồng antics, el 22 de setembre de 1975. El đồng d'alliberament va circular fins al 2 de maig de 1978, quan es van fusionar les dues monedes vietnamites i el đồng d'alliberament va ser substituït pel nou đồng vietnamita a raó d'1 nou đồng = 0,8 đồng d'alliberament.

### Monedes
Les monedes es van emetre en denominacions d'1, 2 i 5 xu. Totes eren monedes perforades en alumini i emeses en nom del Ngân-Hàng Việt-Nam (Banc del Vietnam). La moneda 2 xu data de 1975. Les monedes d'1 i 5 xu no tenien data, però Krause i Mishler els daten del 1976.

### Bitllets
El Ngân-Hàng Việt-Nam (Banc del Vietnam) va emetre bitllets en denominacions de 10, 20 i 50 xu i 1, 2, 5, 10 i 50 đồng. Els bitllets tenien data de 1966.

## Galeria

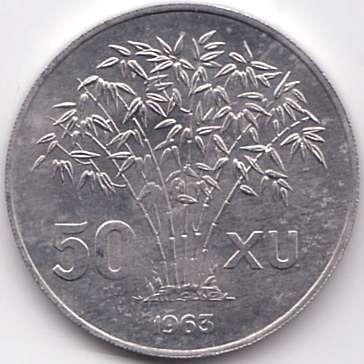
50 xu 1963, anvers
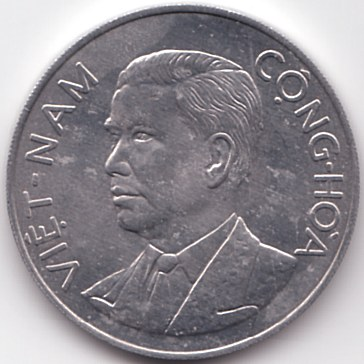
50 xu 1963, revers
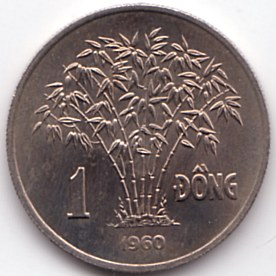
1 Đồng 1960, anvers
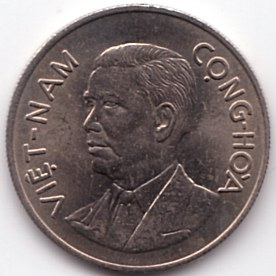
1 Đồng 1960, revers
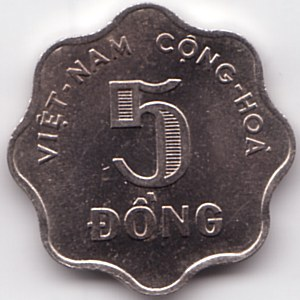
5 Đồng 1966, anvers
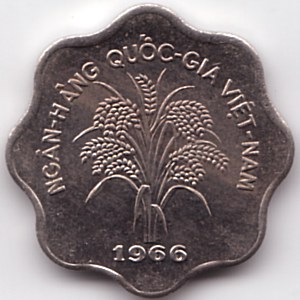
5 Đồng 1966, revers
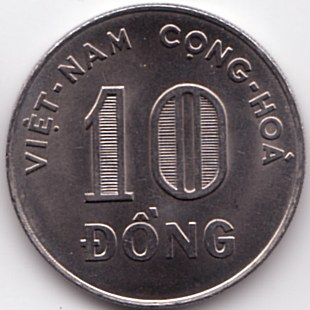
10 Đồng 1968, anvers
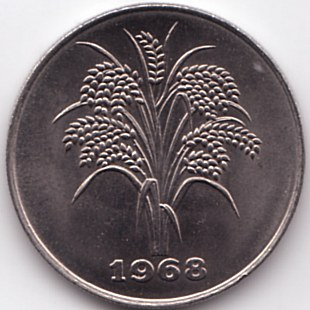
10 Đồng 1968, revers
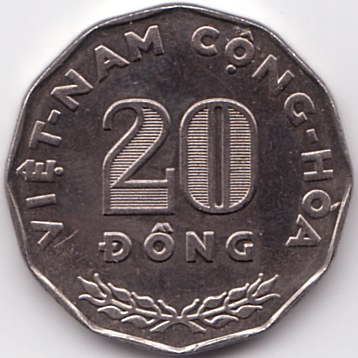
20 Đồng 1960, anvers
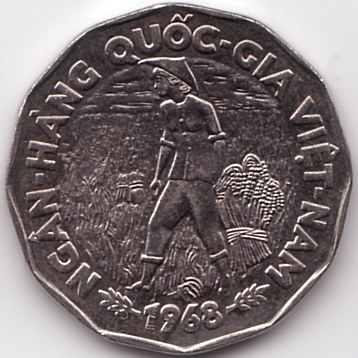
20 Đồng 1960, revers